# Monte-Carlo Rolex Masters 2015
Monte-Carlo Rolex Masters 2015 byl profesionální tenisový turnaj mužů, hraný jako součást okruhu ATP World Tour, v areálu Monte Carlo Country Clubu na otevřených antukových dvorcích. Konal se mezi 12. až 19. dubnem 2015 ve francouzském příhraničním městě Roquebrune-Cap-Martin u Monte Carla jako 109. ročník turnaje.
Turnaj se po grandslamu řadil do druhé nejvyšší kategorie okruhu ATP World Tour Masters 1000 a jeho dotace činila 3 288 530 eur. Posedmé byla oficiálním generálním sponzorem švýcarská hodinářská společnost Rolex, jejíž název obsahoval pojmenování události.
V rámci kategorie Masters 1000 se nejednalo o událost s povinným startem hráčů. Zvláštní pravidla tak upravovaly přidělování bodů a počet hráčů. Z hlediska startujících do soutěže dvouhry a čtyřhry nastoupil počet tenistů obvyklý pro nižší kategorii ATP World Tour 500, zatímco body byly přidělovány podle rozpisu kategorie Masters 1000.
Singlový titul si připsala světová jednička Novak Djoković, když ve finále zdolala Tomáše Berdycha. Srbský tenista se tak stal prvním mužem, jenž dokázal v jediné sezóně vyhrát tři úvodní Mastersy roku. Celkově si v této „mistrovské sérii“ připsal 23. trofej, a současně čtvrtou v řadě. Deblovou soutěž opanovala bratrská dvojice nejlepšího světového páru Boba a Mika Bryanových, která tak obhájila monacký titul.

## Rozdělení bodů a finančních odměn

### Rozdělení bodů
| Soutěž  | vítězové | finalisté | semifinalisté | čtvrtfinalisté | 16 v kole | 32 v kole | 64 v kole | Q  | Q2 | Q1 |
| ------- | -------- | --------- | ------------- | -------------- | --------- | --------- | --------- | -- | -- | -- |
| dvouhra | 1000     | 600       | 360           | 180            | 90        | 45        | 10        | 25 | 16 | 0  |
| čtyřhra | 1000     | 600       | 360           | 180            | 90        | 45        | 0         |    |    |    |

### Finanční odměny
| Soutěž                                | vítězové  | finalisté | semifinalisté | čtvrtfinalisté | 16 v kole | 32 v kole | 64 v kole | Q2      | Q1      |
| ------------------------------------- | --------- | --------- | ------------- | -------------- | --------- | --------- | --------- | ------- | ------- |
| dvouhra                               | 628 100 € | 308 000 € | 155 000 €     | 78 820 €       | 40 930 €  | 21 580 €  | 11 650 €  | 2 685 € | 1 370 € |
| čtyřhra                               | 194 500 € | 95 230 €  | 47 770 €      | 24 520 €       | 12 670 €  | 6 690 €   | —         | —       | —       |
| částky ve čtyřhře jsou uvedeny na pár |           |           |               |                |           |           |           |         |         |

## Dvouhra mužů

### Nasazení
| Stát                         | Hráč                  | ATP | Nasazení |
| ---------------------------- | --------------------- | --- | -------- |
| Srbsko                       | Novak Djoković        | 1.  | 1.       |
| Švýcarsko                    | Roger Federer         | 2.  | 2.       |
| Španělsko                    | Rafael Nadal          | 5.  | 3.       |
| Kanada                       | Milos Raonic          | 6.  | 4.       |
| Španělsko                    | David Ferrer          | 7.  | 5.       |
| Česko                        | Tomáš Berdych         | 8.  | 6.       |
| Švýcarsko                    | Stan Wawrinka         | 9.  | 7.       |
| Chorvatsko                   | Marin Čilić           | 10. | 8.       |
| Bulharsko                    | Grigor Dimitrov       | 11. | 9.       |
| Francie                      | Gilles Simon          | 13. | 10.      |
| Francie                      | Jo-Wilfried Tsonga    | 14. | 11.      |
| Španělsko                    | Roberto Bautista Agut | 15. | 12.      |
| Lotyšsko                     | Ernests Gulbis        | 17. | 13.      |
| Francie                      | Gaël Monfils          | 18. | 14.      |
| USA                          | John Isner            | 19. | 15.      |
| Španělsko                    | Tommy Robredo         | 20. | 16.      |
| Žebříček ATP k 6. dubnu 2015 |                       |     |          |

### Jiné formy účasti
Následující hráčí obdrželi divokou kartu do hlavní soutěže:
- Benjamin Balleret
- Gaël Monfils
- Lucas Pouille
- Michail Južnyj

Následující hráč nastoupil do hlavní soutěže v rámci žebříčkové ochrany:
- Florian Mayer

Následující hráči postoupili z kvalifikace:
- Norbert Gombos
- Denis Kudla
- Andrej Kuzněcov
- Benoît Paire
- Albert Ramos-Viñolas
- Édouard Roger-Vasselin
- Diego Schwartzman
  -  Robin Haase – jako šťastný poražený
  -  Jan-Lennard Struff – jako šťastný poražený

#### Odhlášení
před zahájením turnajem
- Nicolás Almagro → nahradil jej Robin Haase
- Julien Benneteau → nahradil jej Víctor Estrella Burgos
- Pablo Cuevas → nahradil jej Borna Ćorić
- Richard Gasquet → nahradil jej Andreas Haider-Maurer
- Nick Kyrgios → nahradil jej Pablo Carreño Busta
- Sam Querrey → nahradil jej Jan-Lennard Struff

### Skrečování
- Víctor Estrella Burgos
- Milos Raonic (poranění pravé nohy)

## Mužská čtyřhra

### Nasazení
| USA                                                                                   | Bob Bryan         | USA       | Mike Bryan             | 2.  | 1. |
| Chorvatsko                                                                            | Ivan Dodig        | Brazílie  | Marcelo Melo           | 9.  | 2. |
| Nizozemsko                                                                            | Jean-Julien Rojer | Rumunsko  | Horia Tecău            | 22. | 3. |
| Polsko                                                                                | Marcin Matkowski  | Srbsko    | Nenad Zimonjić         | 25. | 4. |
| Španělsko                                                                             | Marcel Granollers | Španělsko | Marc López             | 27. | 5. |
| Kanada                                                                                | Daniel Nestor     | Indie     | Leander Paes           | 30. | 6. |
| Rakousko                                                                              | Alexander Peya    | Brazílie  | Bruno Soares           | 31. | 7. |
| Francie                                                                               | Nicolas Mahut     | Francie   | Édouard Roger-Vasselin | 32. | 8. |
| Žebříček ATP k 6. dubnu 2015; číslo je součtem žebříčkového postavení obou členů páru |                   |           |                        |     |    |

### Jiné formy účasti
Následující páry obdržely divokou kartu do hlavní soutěže:
- Romain Arneodo /  Benjamin Balleret
- Benoît Paire /  Stan Wawrinka

Následující páry nastouply do čtyřhry z pozice náhradníka:
- Robin Haase /  Raven Klaasen
- Andreas Seppi /  Serhij Stachovskyj

#### Odhlášení
před zahájením turnajem
- Nicolás Almagro (poranění hlezna)
- Ernests Gulbis (žaludeční onemocnění)

### Skrečování
- Andreas Seppi (poranění kyčle)

## Přehled finále

### Mužská dvouhra
- Novak Djoković vs.  Tomáš Berdych, 7–5, 4–6, 6–3

### Mužská čtyřhra
- Bob Bryan /  Mike Bryan vs.  Simone Bolelli /  Fabio Fognini, 7–6(7–3), 6–1